# Obergiesing
Obergiesing est l'un des vingt-cinq secteurs de la ville de Munich en Allemagne.